# 陣内智則
陣内 智則（じんない とものり、1974年〈昭和49年〉2月22日 - ）は、日本のお笑いタレント（ピン芸人）、司会者、YouTuber。兵庫県加古川市出身。吉本興業（東京本社）所属。妻はフジテレビアナウンサーの松村未央。

## 来歴
高校の同級生である西口圭と共にNSC大阪校の1年生として入学し、西口とお笑いコンビ『リミテッド』を結成。このコンビ名は陣内が「限界」という意味の「リミット（limit）」と間違って名付けたものである。実際、「リミテッド（limited）」は「制限された」「わずかな」という意味の言葉だが、本人は指摘されるまでこの勘違いに気付かなかった。リミテッドとしての初仕事は、その当時、WコウジがMBSラジオで放送していたラジオ番組の素人参加型コーナーだった。その他、高校時代にも『ピート・ローズ』のコンビ名で出演し賞金を稼いでいた。その後、『NSCアマチュア大賞』の秋開催のグランプリを獲得。これが、リミテッド時代に獲得した唯一の賞となる。
陣内は同級生と一緒にNSC入学と同時に、祖父の知り合いが営んでいた寿司屋・小鯛雀鮨鮨萬で生活費などを稼ぐためにアルバイトで入るつもりが、誤って正社員になる手続きを済ませてしまった。職人達の中での厳しい仕事だったため同級生はすぐに辞めたが、陣内は卒業までの1年間、早朝4時に起床してからの皿洗いやシャリ炊き、料理の下拵えなどをしていた。
NSC卒業後、心斎橋筋2丁目劇場を中心に活動を開始。しかし当時のリミテッドは評判が芳しくなく、「2丁目ブーム」の中リミテッドは「2丁目で一番おもんないコンビ」などと揶揄されていた。その結果、結成3年後の1995年9月をもってコンビは解散。相方の西口は解散と同時に芸能界から引退したことに伴い、陣内自身はピン芸人への転向を余儀なくされた。
先述の通りリミテッドの評判が悪く「見たら不幸になるコンビ」という批評もあり、舞台に立つと観客が顔を伏せる状況であった。実際、当時はネタ番組で1分だけの出演にも関わらず出番になった途端画面に台風情報が入ったり、一般参加型のフェリーツアーの追加メンバーにリミテッドの名前が出た途端台風でツアーが中止になったりするなど、不運ぶりも群を抜いていた。このことで陣内自身も萎縮してしまっており、ライブの前説をする後輩に「今日来た方は残念でしたね。なんと、今からリミテッドが出ます！！」といじられてもまったく反応を返せなかった。その後、後輩芸人の予定が合わなかったため、その代役としてテレビ番組に出演することになったが、出番は着ぐるみを着て舞台を通過するだけという屈辱的なものだった。陣内はそのことが悔しくて仕方なかったが、相方の西口が意欲のない態度を示したため、その場で殴り合いの喧嘩となり、その最中に陣内は解散を決意した。
リミテッド解散以降、「Wachacha Live」への出演もままならなくなった陣内はテレビの『すんげー!Best10』や同番組で結成されたユニット「そういう人達」のライブ活動で凌ぎ、1996年12月の若手ネタ番組『オールザッツ漫才』（毎日放送、関西ローカル）に出演。若手芸人のトーナメント戦で欠員が出たため（出演予定であった岸本Rが当日に失踪）、陣内が急遽スタッフに呼ばれ1人でネタを披露するという場面があった。センターマイク前に1人で立ち一発ネタを1人でただしゃべるだけだったが、これが大受けし3回戦まで進出した。
解散のショックからなかなか立ち直れないでいた1997年、先輩芸人や吉本側から「ネタが作れない芸人は出るな」「次のイベントでスベったら芸人を辞めろ」と最後通告を受ける。プレッシャーからネタ作りもままならなかったが、イベントの直前に偶然乗った電車の車掌のアナウンスが変であったことに思わずツッコミを入れたところ周囲から笑いが起きたことに気づき、現在の持ちネタである「予め用意された音声や映像にツッコミを入れるネタ」の原型となる、新しい手法のネタが閃いた。開演数分前にようやく新ネタが完成し、それを演じたところ評判が良かったため吉本の陣内に対する評価も変わり、仕事が増えるようになる。
1999年10月放送開始の情報番組『ちちんぷいぷい』（毎日放送）の月曜レギュラーに抜擢され、同曜日の人気企画「クイズ私鉄沿線」で関西の中年層への知名度も徐々にアップする。同年11月からは爆笑オンエアバトル（NHK総合）に出場。初挑戦で当時の最高KBである537KBを記録。以降も高得点を連発し、番組の常勝組となっていく。
1999年にbaseよしもとが開館し、FUJIWARA、シャンプーハットらとともに後輩たちをまとめる役を買って出ることになった。また、この頃から番組やイベントなどでの司会を任されることが多くなるが、その中でも圧倒的に毎日放送での仕事が多い時期に、毎日放送の番組で有名になったこともあって陣内は「MBSの若獅子」「MBSと言えば陣内智則」と言われるようになる。ケンドーコバヤシからは「（当時同局アナウンサーだった角淳一に媚びているのではないかという冷やかしで）角智則に改名しろ」と言わしめたほどだった。
baseよしもとを卒業後は、うめだ花月やルミネtheよしもとなどで活動。2003年に『エンタの神様』（日本テレビ系列）に出演して以来東京での仕事も増えていく。平日は大阪で仕事をし、木曜日に『なるトモ!』（読売テレビ）の生放送と同番組の金曜分の収録が終わるやいなや、午後から新幹線や航空機で移動し、東京で『エンタの神様』などの番組収録とルミネtheよしもとの公演をこなしていた。
2003年頃からは、俳優、声優など他の仕事も手掛けるようになる。ドラマでは『かるたクイーン』（NHK制作、2003年1月放送。石田ひかり、山口達也、錦戸亮ほか出演）に主人公に恋する新聞記者役として毎回出演した。
2004年、かねてから好きだと公言していたゲームソフト桃太郎電鉄シリーズ（ハドソン）の第13作「桃太郎電鉄USA」のCMに出演（若槻千夏、Psycho le Cémuと共演）し、これが自身初のCMとなる。
2004年から朝日放送の日曜正午枠「日曜笑劇場」に主演・座長としてレギュラー出演するようになる。同年6月に、単独ライブ『NETAJIN』公演を開催、この模様はDVD『NETAJIN』に収録された。
2005年4月4日、5年2か月間レギュラー出演していた『ちちんぷいぷい』を降板。当時関西ローカルで放送されていた『なるトモ!』が同年10月3日から日本テレビ、中京テレビ、広島テレビ、熊本県民テレビでもネットされるようになった。
2006年1月19日放送の『なるトモ!』で番組開始から約1時間遅刻。『陣内智則のひとり番長』（TBSラジオ制作）生放送終了後、東京から大阪市へ向かう新幹線車内で熟睡し下車する新大阪駅を乗り過ごしたことが直接の原因。この件は大阪版スポーツ紙などでも報道された。同年4月、日本テレビ系DRAMA COMPLEX『59番目のプロポーズ』の収録時に藤原紀香と出会う。自身の収録分の最終日に、陣内は紀香に手紙を渡し、約1週間後のオールクランクアップの後、紀香から陣内にメールを送ったのを契機に、友人としての付き合いが始まる。
同年11月末に初めて藤原紀香との結婚の噂が報道される。その時は本人はまだ結婚するという考えはなかったが、メディアに注目されたのをきっかけにプロポーズ。同年12月10日に神戸市中央区の生田神社で結納を交わし、2007年2月17日に同神社で結婚式が行われた。結婚式には、同期のケンドーコバヤシ、たむらけんじや『なるトモ!』で共演するなるみ、海原やすよ・ともこ、恋さん（シャンプーハット）らが出席した。この結婚式の模様は、同日の16:20 - 16:55に読売テレビが放送し、関西で18.2%という高視聴率を記録した。交際をするにあたり、『なるトモ!』に出演している芸能リポーターである駒井千佳子に相談していた。
結婚式翌日に出演した「ルミネtheよしもと」では、生田神社のような規制（ただし、コント出演中の写真撮影は禁止された）もなく、素でコントをしている所などが見られた。結婚を機に東京で紀香と新居に引っ越し、『なるトモ!』の生放送および収録がある毎週月曜から木曜は片道3時間にもわたる新幹線通勤を行っていた。
2007年4月10日、加古川市役所にてともに婚姻届を提出し正式に夫婦となった。2007年5月30日、結婚披露宴をホテルオークラ神戸で行い、日本テレビ系列にてゴールデンタイムに放送。ビデオリサーチ社が調査した平均視聴率は、関東で24.7%、関西で40.0%であった。また瞬間最高視聴率は、関東で32.7%、関西で49.2%であった。また、陣内は披露宴にてコブクロの『永遠にともに』のピアノによる弾き語りを披露した。
2008年9月23日、約4年半司会を続けた『なるトモ!』を降板。
2009年3月20日、離婚届を提出し、同年3月23日に正式に受理される。
離婚から半年経った2009年10月、約3年ぶりの単独全国ツアーライブ『NETAJIN Live Tour 2009〜墜ちたら這い上がれ〜』を公演。サブタイトルの「墜ちたら這い上がれ」は、離婚によるマスコミや世間からのバッシングが治まっていない時期に収録した『いい旅・夢気分』（テレビ東京）のロケ先で見つけ購入した絵画に書かれていた言葉から取られた。
同年2009年12月、2009年S-1バトル12月度月間チャンピオンに選ばれる。作品名は「ボーリング」（ボウリング）。
2003年から7年連続で務めた「オールザッツ漫才」（毎日放送）の司会を2009年を最後に勇退。
2010年4月6日、ルミネtheよしもとで吉本新喜劇座長としてデビュー（よしもと新喜劇強化プロジェクトの期間限定座長）。
2011年6月12日には、自身初の海外公演『陣内智則 ワールドライブツアー 第1弾 In韓国 NETAJINマイベスト〜世界進出本気で狙ってます〜』を韓国・ソウルで開催。日本でも毎日放送で、2011年7月18日（17日深夜）に、その模様が関西ローカルの特別番組「ハングルで笑わせろ!〜密着! 陣内智則ライブin韓国〜」が放送された。同年5月には、同公演の告知を兼ねて、同国のテレビ局・KBSの人気バラエティ番組『ギャグスター シーズン2』へゲスト出演した。自分で制作に関わった映像にツッコミを入れるネタがYouTube配信の動画を通じてアジア諸国などで評判を呼んでいることを受けた訪韓で、出発前には後輩の女性芸人・ヒヨン（NSC東京14期生）を相手に、約1か月にわたって韓国語を猛勉強。その結果、上記の公演・番組では、持ちネタの一部を韓国語で披露している。
2012年4月、吉本興業創業100周年記念の舞台作品シリーズ「吉本百年物語」において、第1弾の「大将と御寮ンさん・二人の夢」に創業者・吉本吉兵衛 役で国仲涼子（妻・吉本せい 役）とともに主演を務めた。
2013年1月27日、第34回ABCお笑いグランプリの審査員を務めた。お笑いコンテストの審査員を務めるのは初となる。2018年と2019年にはR-1ぐらんぷりの審査員も務めた。
2020年2月22日、46歳の誕生日に自身のYouTubeチャンネル『陣内智則のネタジン』を開設。今まで作ってきたネタや過去のネタの動画を毎週水曜と土曜の18時に配信している。2021年1月29日には英語版のチャンネルも開設した。
同年11月11日、bilibiliにて公式アカウントを開設、YouTubeに投稿してきた動画をこちらにも投稿し、中国における動画配信デビューを果たした。また、動画は中国語字幕付きで配信されている。
2021年11月10日から12月18日にかけて、動画編集とディレクターを務めているスタッフが「未破裂左椎骨動脈解離」で緊急入院した為『ネタジン』の配信を休止。

## 人物
身長167cm 体重58kg。NSC大阪校11期生。
趣味は野球観戦とゴルフ。
好きなミュージシャンは尾崎豊、Mr.Childrenなど。特に尾崎豊はマニアだと自称するほどのファン。出囃子はBLANKEY JET CITYの「ロメオ」。
一番好きな映画は『ライフ・イズ・ビューティフル』。
ゴルフを2005年頃から始めていて、東野ゴルフクラブ所属。
桃太郎電鉄シリーズ - 陣内桃則（じんないもものり）名義（2024年2月現在「剥奪中」）。
演劇鑑賞 - 劇団☆新感線、三谷幸喜、後藤ひろひとなどの舞台を好んで観劇。
絵を描くのとダンスが苦手である。
「陣くん」、「陣ちゃん」などと呼ばれる。『なるトモ!』（読売テレビ制作）では三浦隆志（読売テレビアナウンサー）から「陣様」とも呼ばれていた。日本テレビ『ニノさん』で共演する嵐の二宮和也とSexy Zoneの菊池風磨からは「陣さん」と呼ばれている。
舞台に上がるのは陣内智則ただ1人であるためピン芸人という位置付けであるが、実際はグラフィックデザイナーの原田専門家と2人組でネタを制作している。原田専門家がボケとなる映像を制作し、陣内智則が映像にツッコミを入れる形でお笑いを展開している。

## エピソード
- 出生時から血液型はA型と父親から教えられていたが、人間ドックで検査したところO型ということが判明したことを報告した[20]。
- 苗字が陣内のため、俳優の陣内孝則の親戚と間違われ、また兄の名前が「隆則（たかのり）」と字は違えど同姓同名だった。そのため、智則の祖母が近所の人の「陣内孝則とどういう関係」の問いに「うちの孫」と答え[21]、孝則と共演すると、決まって「芸名変えろ!」と訴えられる「お約束」がある[22]。
- 姪には姫路市のご当地アイドル・KRD8リーダー宮脇舞依がいる（実姉の娘にあたる）[23]。
- 寿司店でのアルバイト経験[注 8]から、サバや鯛などの魚の三枚おろしが特技である[24]。
- コンピュータボードゲーム『桃太郎電鉄シリーズ』の制作者・ゲーム監督のさくまあきらによると、芸人たちに自由に新作の試作品をプレイしてもらい意見を聞くために在阪テレビ局の一室を借りて、開放のテストプレイ部屋にしておいたところ、陣内がよく部屋に顔を出していたことから『桃太郎電鉄USA』以降のCMに起用したという[25]。
- 2007年6月にタバコ問題首都圏協議会より「喫煙をやめられた有名人」の一人として、陣内が表彰されたことが報道された。当時妻だった紀香は陣内の禁煙に協力したとして「卒煙アシスト賞」が贈られた[26]。
- サブカルとの親和性が高い芸風にもかかわらず、『アメトーーク!』で仮面ライダーシリーズを始めとする特撮やアニメの事は知らないと判明している。また、ゲームは多少やるようだが、あまり詳しくはない。ただし、ゲームについては『ファイナルソード』が「エンタで陣内がやるゲーム」と評されたのをきっかけに所謂クソゲーを中心にYouTubeで実況プレイを披露している。
- 上記の絵を描くのとダンスが苦手であるだけでなく、演技も下手である事が『アメトーーク!』で判明。同番組の「仮面ライダー芸人」の3回目の放送のオブサーバー側のゲストとして出演した際に自身の演技を見ていた当時司会者の宮迫博之（雨上がり決死隊〈当時〉）と同じく仮面ライダーを始めとする特撮の知識が全くないオブサーバー側のゲストである瀧本美織に「クソ大根」と酷評され、それ以降は数々のバラエティ番組で他のお笑い芸人や俳優（女優）などからいじられて笑いを誘う事があるが、それが売りともいわれる事もある[27]。

### 結婚
- 前妻の藤原紀香とは『ベリーベリーサタデー!』（関西テレビ制作）にて共演したのが本当の初めての出会いだが、紀香はこれを覚えておらず、前記したドラマ収録時の顔合わせの際、「はじめまして」と挨拶している。
- 前述した通り、披露宴でコブクロの『永遠にともに』をピアノを弾いて歌ったことを受け、2007年7月18日の『リンカーン』（TBSテレビ系）のコーナー「フレンドリーダウンタウン」では松本人志に捧げようと再度の弾き語りを試みたが、数テイクののち、結局断念した。郷ひろみはこの「永遠にともに」を知らなかったのか、作詞・作曲を陣内自身がしたと勘違いしており、披露宴の翌日に「陣内君すごいね！いい曲書いたね！！」と電話がかかってきたとのこと。
- 2人で住んでいた家には、陣内の持ち込んだものはロッシー（野性爆弾）に貰った狸の置物と液晶テレビの2つ。そのうち狸の置物は玄関の外にあると陣内は語っていた。なお、この家は藤原が陣内と結婚する前に住んでいた家よりも狭い[28][29]。なお、離婚し家を出る時は液晶テレビだけを持ち出して行った[30]。
- 藤原との初デート話については、バッティングセンターで陣内は極度の緊張でまったく打てず、「タイミングあわせたら打てるよ」と逆にアドバイスを受け、陣内はその時の藤原の打法を見て「ズレータや！」と思ったとのこと。そして結婚後、もう一度バッティングセンターに行ったら初デートよりは打てたが、藤原はさらにパワーアップしていて、陣内は「カブレラや！」と語った。なお、藤原本人は「この時点ではまだデートという意識はなかった」と述べている[31]。
- 藤原を初めてデートに誘うように勧めたのは、ケンドーコバヤシである。陣内と食事に行った際にドラマで共演した話になり、陣内から「好きになってメールはしているが、電話したり、デートに誘ったりができない」と相談され、ケンドーは告白して振られた陣内を後でからかおうと「今すぐ電話してデートに誘え！」と言い電話を掛けさせた。そして陣内はその場で藤原との初めてデートの約束を取り付ける。ふざけて言ったことであったが逆にその勧めが大成功を収めた[32]。ケンドーは「自分が日本の歴史を変えてしまった」とトークのネタにしている。

### 離婚
- 2009年3月19日、妻の藤原紀香とすでに別居中で、離婚秒読みだとスポーツ紙3紙が報じた[1]。同年3月20日、藤原の親族により、離婚届提出[11]。2009年3月24日に、東京都内で記者会見を行い、離婚について語った。
- 会見で「私、陣内智則は藤原紀香さんと正式に離婚致しました。すべては僕の未熟さ、心の弱さが原因です……すべて僕の原因です」と語り、各メディアで報じられてきた女性問題など浮気を認め、「去年の夏ごろに僕の浮気が発覚しまして、その時にもう一度やり直そうという話をしてきましたが、やはり彼女は許せなかったようです」と説明した。
- 紀香と同居していた部屋から出た後は、田村裕（麒麟）の住居に居候していた[30]。
- それ以来、他のタレントから「祝儀返せ」[33]「縁起が悪い」などといじられている。離婚したことでコブクロや「永遠にともに」の曲にマイナスイメージがついてしまったことを陣内は申し訳ないと各所でコメントしている。2014年6月18日放送の『水曜日のダウンタウン』（TBSテレビ）においては、「永遠にともに」が陣内の離婚以降使われなくなり、同曲を結婚式で使ったのは5,000組中1組だけという検証結果だった。
- その後、『行列のできる法律相談所』（日本テレビ）の「私たち結構頑張ってるのになぜかCM出演ゼロなんですSP」でのトークが高じて「行列」とタイガー魔法瓶のコラボCMに出演。「彼女の気持ちは冷めたけど僕の気持ちとご飯はまだ暖かい」というセリフがあった。
- 離婚によるイメージ悪化が理由で2004年から起用されてきた『桃太郎電鉄シリーズ』のCMを降板。しかし同シリーズの制作者・ゲーム監督のさくまあきらによると「イメージが回復出来れば復帰もありえる」とのこと。さくまから「CMに復帰して欲しい」ということも伝えたことがあったという[34]。その後の2016年12月、『桃太郎電鉄2017 たちあがれ日本!!』のCMに出演し、およそ8年ぶりのCM復帰となった。
- 2017年に松村未央と再婚するが、相変わらず藤原の件や陣内自身の浮気のネタいじりは継続している（2024年現在）。

### 野球
- 2003年にプロ野球・阪神タイガース応援番組『週刊トラトラタイガース』（読売テレビ、関西ローカル）の司会に抜擢された。陣内自身も阪神ファンだと公言しており、私生活で赤星憲広、浅井良や阪神タイガースの当時若手選手との交流があった。元関西テレビアナウンサー・梅田淳の話によれば、陣内の結婚話が噂になった当日、梅田が赤星憲広に知らせたところ、赤星は「私、相当前から知ってましたよ」との返事が返ってきた。また、関本賢太郎とは後輩芸人らとともに、卓球バーで卓球をする仲である。
- 少年の頃からの阪神タイガースファンで、その様子は2007年5月30日に放送された自身の結婚式披露宴中継にてスライド写真が流れた際に、阪神タイガースの野球帽を被る少年時代の姿が映し出されていた。
- 芸人が所属している草野球チームのキャプテンで、試合は主に深夜に大阪ドームを貸し切って行っている。参加メンバーはシャンプーハット、大林健二（モンスターエンジン）、スマイルなど。

### 交友関係
- 「サークルJ」と称するグループを結成している。これは陣内が出演していたラジオ番組に由来し、名前は軍団と称するにはゆるい集まりなのでサークルとしたものである。最初は「ペットショップの子犬の成長を見守る」集まりだった。
- サークルJのメンバーは主に恋さん（シャンプーハット）、徳井義実（チュートリアル）、すっちー、中川貴志（ランディーズ）、月亭八光。その他のメンバーはロッシー（野性爆弾）、ハラダ（ファミリーレストラン）、和田友徳（ヘッドライト）、瀬戸洋祐（スマイル）など。
- 阪神タイガースの選手[誰?]とは公私共に仲が良い。
- 有名人でお互いに親友だと公言している人物はケンドーコバヤシ、月亭方正、桧山進次郎、加藤晴彦など。
- 公私に渡って仲良くする後輩芸人・大狸ぽんぽこ（シンプルのボケ担当）の芸名を名付けた。

## 受賞歴
- 1998年第19回ABCお笑い新人グランプリ・優秀新人賞
- 2000年第29回YTV上方お笑い大賞・銀賞（最優秀新人賞）
- 2004年第33回YTV上方お笑い大賞・話題賞
- 2005年第14回東京スポーツ映画大賞・日本芸能大賞
- 2005年輝け!2005年お笑いネタのグランプリ・グランプリ
- 2009年S-1バトル月間チャンピオン（12月）

## 主なネタ
- ニュース番組
- テレビショッピング
- じん散歩
- ランク天国（ランキング番組）
- クイズタイムショッキング
- クイズ・ミリオンネア
- 恋愛ドラマの台本 / ドラマ台本（君となら）
- 地球戦士ジンダム
- ヒーローショー
- 映画予告編
- あなたの知らない日本の怖い話 / 四八（陣）
- ナイト・ミュージアム（しゃべる名画）
- ラジオ
- ラジオ体操
- ビデオレター
- 最新型カラオケ
- 鼻歌検索
- カーナビ
- 防犯カメラ / 監視カメラ
- 無線機（盗聴） / 盗聴器
- AIスピーカー
- VR
- FAX
- ガラケー復旧
- LINEスタンプ
- 飛び出す絵本
- 魔法の本
- 催眠術
- 水晶玉
- 地蔵の恩返し / 恩返し
- 花火
- 悩み相談（ピンになってから初めてのネタ）
- 赤ちゃん誘拐
- ダイイングメッセージ
- コンプライアンス動物園
- ビルの屋上で… / 警備員
- プロポーズ
- プロジェクションマッピング
- セルフレジ
- プラネタリウム
- 私はロボットではありません
- プロフェッショナル〜お仕事の流儀〜
- デレステ
- サンタクロース
- 忘れ物センター / 携帯の忘れ物
- ライブ配信
- 癒し系動画
- 音声ガイダンス
- 物売り屋さん
- 美容院
- 回転寿司
- コーヒー販売機 / 自動販売機
- 不動産屋 / お部屋探し
- 郵便局員 / 郵便局
- 銀行のATM
- 飛行機
- 自動車教習所 / 運転シミュレーター
- 交通安全ビデオ
- エレベーター
- いのち / しゃべるセミ / セミの一週間
- 羊が一匹…（眠れない）
- ペットショップ
- オウム / オウムのオーちゃん / オーちゃん
- オーちゃん 〜ペット禁止の巻〜 / ペット禁止の部屋 / オーちゃん2 ペット禁止の巻
- 犬 / 愛犬ジョン
- 愛犬ジョンの初恋
- 犬の育成ゲーム
- 彼女の部屋（どこまでもいっしょ）
- ぷよぷよ
- テトリス
- 大人の脳トレ
- クッキングナビ
- 桃太郎電鉄
  - 桃太郎電鉄USA
  - 桃太郎電鉄 〜昭和 平成 令和も定番!〜
- ゲームセンター （フラッグ・フラッグ・レボリューション、パワフル頭脳ゲーム、クレーンゲーム）
- ゾンビゲーム / ゾンビ
- ボウリング
- バッティングセンター
- 山登り / やまびこ
- 智則の生い立ち
- 母からの仕送り / 仕送り
- おもひで / 交換日記（おもいで、30年後の僕へ、卒業アルバム）
- 絵日記 / 夏休みの絵日記（休みの日の絵日記）
- 卒業式
- 校歌
- 英会話 / お茶の間留学
- 韓国語講座
- 神授業
- テスト中 / 校内放送
- カンニング
- 留学生トム
- 運動会 / 小学校の運動会
- 視力検査
- 聴診器
- 心電図
- 証明写真
- ズル休み / アリバイ / アリバイくん
- デアゴスティーニ フェラーリを作る / ロビを作る
- じんゴルフ

## 出演

### テレビ

#### レギュラー番組
現在のレギュラー
- ノンストップ!（フジテレビ） - 月曜隔週レギュラー[35]
- ヒルナンデス!（日本テレビ、2015年10月2日 - ） - 金曜レギュラー[35][36]
- ネタパレ（フジテレビ）
- さんまのお笑い向上委員会（フジテレビ）

#### 現在の準レギュラー
- アッコにおまかせ!（TBS）
- ニノさん（日本テレビ）- 進行
- アメトーーク!（テレビ朝日）
- 水曜日のダウンタウン（TBS）- プレゼンター・パネラー
- ダウンタウンDX（読売テレビ）
- 踊る!さんま御殿!!（日本テレビ）
- 1億人の大質問!?笑ってコラえて!（日本テレビ）
- ダウンタウンのガキの使いやあらへんで!（日本テレビ）- 主に集団系企画に出演。
- THE神業チャレンジ（TBS）
- ネプリーグ (フジテレビ、2005年6月27日-[37][38][39][40][41][42][43][44][45][46]、30回出演)

過去の出演
- 光速脳天!ベタキング（関西テレビ、1996年4月 - 1997年3月）
- 藤井陣内のザ・レジェンド（朝日放送制作） - 藤井隆との冠番組
- 爆笑オンエアバトル（NHK総合)

| 放送日         | タイトル                             |
| -------------- | ------------------------------------ |
| 1999年11月6日  | フラッグ・フラッグ・レボリューション |
| 2000年1月22日  | オウム                               |
| 2000年2月19日  | 証明写真                             |
| 2000年4月15日  | ラジオ体操                           |
| 2000年6月24日  | クイズ番組                           |
| 2000年10月7日  | ビデオレター                         |
| 2001年1月27日  | 15年後の僕へ                         |
| 2001年7月7日   | 盗聴                                 |
| 2001年12月15日 | カラオケ                             |
| 2002年2月16日  | お母さん                             |
| 2002年3月23日  | 外国人トム                           |
| 2002年4月6日   | 羊を数える                           |
| 2002年6月29日  | 卒業式                               |
| 2002年9月21日  | 夏休みの絵日記                       |
| 2003年1月25日  | 視力検査                             |
| 2003年6月13日  | ニュース番組                         |
| 2003年10月24日 | テトリス                             |

戦績16勝0敗 最高537KB（ピン芸人としては最高点） ゴールドバトラー認定
- - 第3回チャンピオン大会 セミファイナル7位敗退
  - 第4回チャンピオン大会 ファイナル3位
  - 初挑戦（1999年11月6日放送回・大阪収録）では537KBという高得点を記録。これは当時の番組最多KB[47] であり、パンクブーブーと並んで初オンエアの最高KBである[48]。また、番組に出場したピン芸人の最高KBにもなっている。
  - 16連勝という記録はアメリカザリガニ、三拍子と並んで番組歴代7位の記録である。ただし、全勝（オフエア経験なし）している芸人に限定するとアメリカザリガニと並んで番組歴代4位の記録となる。なお、ピン芸人のみに限定すれば番組内で最多の連勝記録である。更に10回以上出場して全戦全勝を果たしているピン芸人は陣内とマギー審司（10戦全勝を記録）の2組のみとなっており、両者とも初挑戦でオーバー500を記録している。
  - 大阪収録では無類の強さを誇り、3回出場して3回ともオーバー500でトップ通過を果たしていた（上述の初オンエアの最高KBを達成した時も大阪収録である。）。ちなみに他の地方収録にも数回出場しているが、そこでは長崎収録(2003年6月13日放送回)で記録した497KBが最高得点となっている。
- なるトモ!（読売テレビ制作、2004年5月10日 - 2008年9月23日） - 司会
- ちちんぷいぷい（毎日放送制作、1999年10月 - 2005年4月4日） - 月曜レギュラー
- クヮンガクッ（毎日放送、関西ローカル） - レギュラー
- ?マジっすか!（毎日放送、関西ローカル） - 司会
- オ・サ・ム（毎日放送制作） - ケンドーコバヤシと司会
- すんげー!Best10（朝日放送制作）
- 週刊トラトラタイガース（読売テレビ、関西ローカル、2003年 - 番組終了まで）
- べえぇす! （テレビ大阪制作）
- 大阪発元気ダッシュ!DOYAH（NHK BS2、2003年4月 - 2005年2月） - MC
- メンB（日本テレビ系）
- ミンナのテレビ（日本テレビ系）
- ウタワラ（日本テレビ系）
- きもちぃ!（テレビ東京系、2005年1月7日 - 4月1日） - 司会
- 世界!超マネー研究所（日本テレビ系、2005年4月 - 9月）
- プリキュー（朝日放送制作）
- 百万馬力 ナイチンゲーラー（朝日放送制作）
- ランガング（朝日放送制作）
- Live Junction （毎日放送制作）司会
- エンタの神様（2003年6月14日[49][50][51] - 2010年3月13日、日本テレビ）
- 開運コメディ 今日も大吉!パンパンパン（朝日放送制作、2004年4月 - 9月） - 主演
- なにわ人情コメディ 横丁へよ〜こちょ!（朝日放送制作、2004年10月 - 2008年3月） - 主演
- あったか人情コメディ 湯けむりパラダイス!（朝日放送制作、2008年4月 - 2009年3月） - 主演
- 爆笑!ふれあいコメディ こちらかきくけ公園前（朝日放送制作、2009年4月 - 2010年3月） -主演
- 頑張る人応援バラエティ 体育の時間（テレビ朝日系、2007年10月 - 2008年2月） - 司会
- ぐるはぴっ!（テレビ東京系） - 司会
- 爆笑問題の検索ちゃん（テレビ朝日系） - 準レギュラー
- スポ★カジ（テレビ朝日系、2007年6月13日 - 9月19日、6回放送） - 司会
- 桃鉄15周年記念番組 桃の陣!〜西日本オニ退治道中記〜（毎日放送制作、2003年11月3日 - 2004年1月26日）
- おもいッきりDON!（日本テレビ系、2009年3月30日 - 9月30日） - 水曜コメンテーター
- 週刊プラチケ!（関西テレビ、関西ローカル） - ケンドーコバヤシと司会
- ジャイケルマクソン（毎日放送制作、2005年 - 2010年）
- THE 1億分の8（毎日放送） - 準レギュラー
- 情熱★エンためファクトリー どっキング!!!（関西テレビ）
  - どっキング48（関西テレビ）
- 紳助社長のプロデュース大作戦!（TBS制作） - 契約社員→部長
- スター☆ドラフト会議（日本テレビ） - 不定期出演
- 【ツキギメ!】逆ランキングバラエティCOUNTUP! もうひとつの真実が底にある。（関西テレビ、2012年7月5日 - 7月26日）- MC
- 七人のコント侍第3期（NHKBSプレミアム、2013年9月 - 10月）
- タモリ倶楽部（テレビ朝日） - 不定期出演
- もてもてナインティナイン（TBS系）
- 内村とザワつく夜（TBS系）
- 全員正解あたりまえ!クイズ（TBS） - 不定期出演
- 「それってどんなヒト?」捜査バラエティ Gメン99（TBS系）
- エイエイGO!（NHK Eテレ、2015年4月5日 - 2019年3月30日）
- 超ハマる!爆笑キャラパレード（フジテレビ、2016年4月23日 - 2017年3月25日）
- ホンネDEジャパン!（BS-TBS、2016年4月9日 - 2017年3月25日）
- 珍種目No.1は誰だ!? ピラミッド・ダービー（TBS） - ゲスト解答者
- ナカイの窓（日本テレビ） - ゲストMC
- ※注 芸人調べ（テレビ朝日） - ゲストMC
- トリニクって何の肉!?（朝日放送テレビ） - 不定期出演
- 所JAPAN（関西テレビ） - 準レギュラー
- 中居正広の金曜日のスマイルたちへ（TBS） - 準レギュラー
- 八方・陣内・方正の黄金列伝（読売テレビ、2012年8月15日 - 2021年） -
- KAT-TUNの食宝ゲッットゥーン（TBS） - 準レギュラー

特番
現在
- エンタの神様（2012年6月30日 - 、日本テレビ）
- ドリーム東西ネタ合戦（2014年1月1日 - 、TBS）- 西軍メンバー。23年はキャプテン
- M-1グランプリ 敗者復活戦（2015年12月6日 - 、朝日放送） - リポーター→司会
- R-1グランプリ（2016年3月6日 - 、関西テレビ）- 審査員
- FNS27時間テレビ（2016年7月23日 - 2019年11月3日・2024年7月20日・21日、フジテレビ）- フェス実行委員会メンバー（16年のみ）
- さんまの東大方程式（2017年3月1日 - 2020年11月7日・2023年4月22日・2024年8月17日、フジテレビ）
- ABCお笑いグランプリ（2017年7月9日 - 、朝日放送）- 審査員
- 笑える!泣ける!動物スクープ100連発（2019年2月27日 - 、TBS）
- はじめまして!一番遠い親戚さん（2019年8月13日 - 、日本テレビ）
- TOKYO STARTUP DEGAWA（2020年2月15日 - 、テレビ東京） - 司会
- 陣内・バカリ シリーズ（2021年9月28日 - 、関西テレビ）- MC[52][53][54][55][56][57][58]
- 超プロ野球 ULTRA（2022年1月2日 - 、読売テレビ）- パネリスト・コーナー進行
- ニノさんとあそぼ（2023年1月16日 - 、日本テレビ）- ニノさんファミリー（一部コーナーでは進行）
- この歌詞が刺さった!グッとフレーズ（2024年4月13日 - 、TBS）

#### 過去
- オールザッツ漫才（2003年12月29日 - 2009年12月29日、毎日放送） - 司会
- 第54回NHK紅白歌合戦（2003年12月31日、NHK総合） - 応援ゲスト
  - 第58回NHK紅白歌合戦（2007年12月31日、NHK総合） - 審査員
- あーっとの陣! BACA-JA（2004年 - 2008年、関西テレビ） - 司会
- 陣内家（2004年2月14日、関西テレビ）
- 祝!うめだ花月1周年 うめだアワード2004（2004年8月6日、朝日放送） - 司会
- 桃の陣!（2004年11月23日 - 2008年12月19日、毎日放送） - 司会
- バリューナイトフィーバー「トンデモ迷宮」（2005年9月10日・17日、日本テレビ） - 王様
- 君こそ総理だ!イケメン政治家 青田買い2006（2006年1月2日、関西テレビ） - MC
- 陣内智則のイケメン5（2006年9月17日 - 2011年3月27日・2015年4月25日、朝日放送） - MC
- UMEKA12「LOVE 相方」（2006年12月17日、関西テレビ） - MC
- よしもと笑いスギLIVE（2007年 - 2009年2月19日、テレビ大阪） - 司会
- 三丁目のポスト（2007年3月24日、テレビ大阪） - MC
- かんさい特集「源氏物語クイズ塾〜国語・算数・理科…恋愛〜」（NHK大阪放送局、2008年5月2日） - 司会
- 芸能人検定2008 （2008年6月21日・10月3日、日本テレビ） - 司会
- 大阪発疾走ステージ WEST WIND（2007年5月27日、9月23日、NHK BS2） - MC
- 陣内の大チュー目2008 コレ来る!ベスト50（2008年1月1日、毎日放送） - 総合司会
- オッチモ!「ザ・ドリームチーム 〜野球に萌えるマニア達〜」（2008年11月30日、関西テレビ） - 司会
- 笑いの超新星2008FINAL!（2008年12月14日、読売テレビ） - 司会
- 新春お笑い大賞2009（2009年1月1日、フジテレビ） - 関西テレビ側司会
- 新春ニッポン超ワイド 初だし芸能スクープ!!モー烈4時間生放送（2009年1月3日、テレビ朝日） - 司会
- ふたごの不思議に学べ!〜老化予防から子育てまで（2009年2月11日、NHK総合） - 司会
- 陣スポ!（2009年8月22日・2010年3月13日、関西テレビ） - MC
- 年忘れ!吉本お笑いオーケストラ（2009年12月31日 - 2018年12月31日、テレビ朝日） - 司会
- 笑ってはいけないシリーズ（2009年12月31日 - 2017年12月31日、日本テレビ） - 「芸能人報告会議」などに出演
- NHK上方漫才コンテスト（2010年3月5日 - 2013年3月1日、NHK大阪放送局） - 司会
- 芸能人格付けチェック（2011年1月1日・2016年1月1日・2018年3月27日・2021年3月30日、朝日放送）
- ケンコバ・陣内・たむけんのめっちゃええやん!韓国旅 食べちゃ〜買っちゃ〜キレイになっちゃ〜100連発（関西テレビ、2012年3月25日）
- 俺たちが司会者!（2012年4月15日・10月5日、テレビ朝日） - 司会
- 全人類を笑わせろ 爆笑!ロックオン（2013年7月8日、TBS） - MC
- ケンコバ×陣内×たむけん同期の桜PRESENTS大切な女性おもてなしツアーinソウル（2014年1月4日、関西テレビ）
- 芸能人自宅推理ゲームダレンチ・コード（2014年5月6日・20日、関西テレビ） - MC
- トラの敷物を買った人は○○も買ってます。（2014年5月10日、関西テレビ） - MC
- マチャミ&陣内の日本ワケありツアー（2014年7月9日 - 2018年3月24日、読売テレビ）
- 冠次六（2014年10月11日・2015年10月24日、静岡第一テレビ）
- 陣内ケンコバ中川家!アラフォー同期シンガポールへ行く（2014年12月27日、関西テレビ）
- 陣内の沖縄テッパン旅（2015年4月12日 - 2017年5月21日、テレビ朝日）
- 芸人ドキュメンタリー 下がり上がり（2015年7月4日 - 2017年6月30日、フジテレビ） - MC
- 気になるあの人大調査!陣内&中川家のWHOAREYOU?（2015年9月19日・2016年2月27日、毎日放送） - 司会
- M-1グランプリ（2015年12月6日 - 2023年12月24日、朝日放送） - 敗者復活戦会場・決勝戦会場リポーター
- ドラゴンクエスチョン（2016年2月21日・2017年3月30日、読売テレビ） - MC
- ENGEIグランドスラム（2016年5月7日 - 2021年5月1日・2024年9月21日、フジテレビ）
- 6秒者 〜芸人Vine動画グランプリ〜（2016年6月6日、読売テレビ） - MC
- 開局35周年記念 それ、テレビ大阪やろ。春祭り(よる)（2017年3月5日、テレビ大阪） - 司会
- M-1グランプリ リターンズ（2017年3月18日、朝日放送） - 司会
- VSリアルガチ危険生物（2017年5月24日 - 2018年1月17日、TBS） - サブMC
- 輝け!名古屋バラエティ学園（2017年7月23日、中部日本放送） - MC
- 陣内智則&高橋みなみの絶景写真塾（2017年7月23日、BS日テレ）
- トイレ観光（2017年10月2日、テレビ東京） - MC
- 池上彰と”女子会“（2017年10月4日 - 2018年4月23日、TBS） - 進行アシスタント
- 観光タクシーにお任せ!秋の京都さんぽ旅（2017年10月7日、関西テレビ） - MC
- 山陽道全線開通20周年SP 激うまグルメドライブ 〜瀬戸内No.1メニュー決定戦〜（2017年11月3日、読売テレビ）- チームリーダー
- スパルタはダメ!!取扱注意 ぬるま湯くん（2018年1月2日、朝日放送） - MC
- 芸人トライアスロン（2018年2月5日、関西テレビ） - 実行委員長
- ○○発東京行き（2018年4月15日・2019年5月26日、関西テレビ） - MC
- 陣内智則が直撃訪問!絶対欲しくなるでショー（2018年5月5日、TBS） - MC
- 大阪にがて克服ツアー（2018年5月12日 - 2019年3月28日、朝日放送） - MC
- 〜関西帰郷バラエティー〜 地元どないなってんのツアー（2018年6月16日、朝日放送） - MC
- ネクストブレイク「異例人生」（2018年7月29日、日本テレビ） - MC
- お笑いジャイアントキリング〜しばり漫才王決定戦〜（2018年9月8日、毎日放送） - MC
- カンテレ開局60周年特別番組ハチネンマデ 〜若手が企画の種から考えました〜（2018年9月29日、関西テレビ） - MC
- 陣内・円楽らくごLovers（2019年2月24日、読売テレビ） - MC
- 関西住みたい街ランキング2019（2019年3月16日、テレビ大阪） - MC
- 新世代SNSスターアワードNEXT 〜あなたもテレビで活躍しませんか?〜（2019年3月30日、朝日放送） - MC
- ビッグ☆プレイ（2019年3月28日・12月14日、読売テレビ） - MC
- 第19回わが心大阪のメロディー（2019年10月29日、NHK大阪放送局） - MC
- DRONE×鬼（2019年11月8日、日本テレビ） - MC
- バーチャルコント（2020年3月28日・8月11日、日本テレビ） - MC
- 千原ジュニア&陣内智則の名古屋ヤバイもん観光（2020年8月8日、テレビ愛知）
- いよいよR-1グランプリ!新世代芸人のリアルライフ徹底リサーチ!（2021年3月6日、関西テレビ） - MC
- 八方・陣内・方正の黄金列伝（2021年3月14日 - 2023年3月26日、読売テレビ） - MC
- 日テレ系人気番組 春秋のコラボSP!（2021年4月4日 - 2023年4月1日、日本テレビ）
- スゴイぞ!町のスピードスターGP（2022年2月12日・10月1日、フジテレビ）
- 僕たちのネタを実力派芸人がやったら革命起きたって話。（2022年3月15日、メ〜テレ） - MC[59]
- V-1グランプリ めざせ優勝特番!新世代No.1 VTR決定戦（2022年3月18日、関西テレビ） - MC[60]
- ゲーム実況者バトル!DRAMATIC-MIC!! 審査委員長:古舘伊知郎 （2022年6月12日、テレビ東京）- MC
- 再現できたら100万円!THE神業チャレンジ（2022年6月12日・10月2日、TBS）
- 関西の素朴なギモン徹底調査 ほんなら調べました（2022年6月29日 - 2023年7月26日、毎日放送） - MC
- クイズ!できる?できない?（2022年7月31日・2023年9月18日、日本テレビ） - パネラー
- THEプラチナリスト 〜スターが生まれた伝説の名簿〜（2022年9月18日・2023年5月28日、TBS）[61]
- 視聴者1人テレビ（2022年10月1日、関西テレビ） - MC
- 芸能人とご対面バスツアー 会いたいさんが乗ってきた!（2022年12月16日、日本テレビ） - MC[62]
- おもてなしプレゼン合戦 芸人アテンダーバス（2023年1月3日・12日、TBS） - 進行
- 火曜NEXT!「東京ルーザーズ」（2023年1月24日・31日、フジテレビ）
- 口を揃えた怖い話（2023年6月29日・2024年7月29日、TBS）
- 超ド級!世界のありえない映像大賞（2023年7月1日・2024年4月4日、フジテレビ） - 審査員
- トクする地区（2023年7月30日・2025年1月4日、フジテレビ） - MC
- おもしろプレゼンネタNo.1決定戦 笑わせるセールスマン（2023年7月15日、フジテレビ）- MC[63]
- 虎バンSP あかん阪神アレしてもた!!（2023年9月14日、朝日放送）- MC[64]
- よう聞いたらスゴかった! ファミリー武勇伝（2023年9月16日、テレビ大阪） - MC[65]
- 集まれ!内村と〇〇の会（2023年11月8日・2024年7月11日、TBS） -「内」の会メンバー
- 国民うもレア栄誉賞（2023年12月2日、フジテレビ） - 審査員
- 陣内智則のニッポンの酒。（2023年12月30日・2024年12月30日、福島放送・新潟テレビ21・長野朝日放送・北陸朝日放送・熊本朝日放送・大分朝日放送・琉球朝日放送）- MC[66]
- 日曜ビッグスペシャル「世界の超メガトン級!働くクルマ大集合 神ワザ大爆発SP!」（2024年1月21日、テレビ東京） - MC
- おらが町のスターが推す!ふるさとグルメ☆（2024年2月12日、テレビ東京） - MC
- 前代未聞!芸能生活60周年西川きよしのスター爆笑大作戦!モーレツ!!パンチDE名人会（2024年3月30日、読売テレビ） - 「モーレツ!!しごき教室」コーナーMC[67]
- 陣内&ケンコバが勝手にお祝い!!いらっしゃい!シン・テンマバシ（2024年6月8日、テレビ大阪） - MC[68]
- 月バラナイト「吾輩は出題者である〜答えはまだない〜」（2024年7月15日・22日、TBS）
- ガラッとチェンジマン（2024年8月31日・9月6日、TBS）
- アーティスト別モノマネ頂上決戦 俺にアイツを歌わせたら右に出るものはいない（2024年9月20日、TBS）
  - パフォーマンス別頂上決戦 俺の右に出るものはいない（2025年1月29日、TBS）
- クイズ!芸能界競馬王決定戦（2024年9月28日、テレビ東京） - MC[69]
- 日テレ系クイズフェスティバル（2024年10月2日・2025年4月11日、日本テレビ） - 「ニノさん」チームメンバー
- 大分ふるさとCM大賞VOL.22（2025年3月12日、大分朝日放送） - 総合司会[70]
- テレビ×ミセス（2025年6月2日、TBS）- トークコーナー進行[71]
- 陣内智則のそれ、ワシの地元やないか!!〜祝 加古川市市制75周年SP〜（2025年6月15日 - 7月6日、サンテレビ） - MC[72]

### ウェブ番組
- とりあえず生中シリーズ（2009年4月 - 2010年10月29日、ニコニコ生放送） - 水曜パーソナリティ
- 夏だ!祭りだ!コメントだ!ニコニコ動画12時間ぶっ通し生放送!!!（2009年7月30日、ニコニコ生放送）
- リスナーby松本（2014年6月5日、YouTube） - 松本人志の代理
- プロポーズ大作戦 なにわフィーリングカップル5vs5（2017年6月23日 - 2018年9月10日、大阪チャンネル） - 司会
- HITOSHI MATSUMOTO presents ドキュメンタル（2018年、Amazonプライム・ビデオ） - シーズン5、シーズン6、シーズン12出演
  - ドキュメンタル番外編
    - 女子メンタルfromまっちゃんねる（2021年6月19日、Amazonプライム・ビデオ） - シーズン2
    - イケメンタルfromまっちゃんねる（2021年6月19日、Amazonプライム・ビデオ）
- いきなりマリッジ（2018年6月11日 - 7月30日、2019年2月2日 - 4月27日、2019年11月16日 - 2020年3月21日、2020年8月1日 - 22日、AbemaTV） - MC
- 和田アキ子 史上初の誕生会生中継（2019年4月10日、AbemaTV）[73]
- AKバラエティ（2022年4月15日 - 、YouTube「AKRacing JP」） - パーソナリティ
- 愛、足りてますか?（2022年11月27日・12月4日・11日、ABEMA） - MC[74]

### ラジオ
- オンスト（YES-fm）
- Midnight YOSHIMOTO 月曜日（FM DANVO）
- AM808。マジっすよ!（毎日放送）
- B月曜日（毎日放送）
- Bフライデースペシャル 陣内・ケンコバ45ラジオ（毎日放送）
- JUNK2「陣内智則のひとり番長」（TBSラジオほかJRN系列）
- ゴーゴーモンキーズ月曜日（毎日放送）
- ゴーJ!（毎日放送）
- FMシアター ラジオドラマ「海を渡るさぬきブルース」（2001年1月27日、NHK-FM） - 窪田秀一郎 役[75]

### ドラマ
- 深夜の星・ドキッとする話「10億円の領収書」（TBS系） - 智則 役
- かるたクイーン（NHK総合） - 藤堂博 役
- 水戸黄門1000回記念スペシャル「江戸から薩摩へ!恐怖の忍者襲撃・大爆破偽黄門の罠!弥七の娘と老公決死の旅立ち」（TBS系、2003年12月15日）
- 恋っすか!?GO!GO!（毎日放送制作、単発）
- DRAMA COMPLEX・59番目のプロポーズ（日本テレビ系） - 長谷川清吾（59番） 役 ※藤原紀香との出会いとなったドラマ
- 必殺仕事人2009（テレビ朝日系、2009年1月9日） - 第1話・ブ男1 役
- リセット（読売テレビ制作、2009年3月5日） - 第8話・長坂利英 役
- 夏の恋は虹色に輝く （フジテレビ系、2010年7月19日） - 第1話・本人 役
- シンデレラデート（東海テレビ制作、2014年11月 - 12月） - 西村健吾 役

### 映画
- ビートキッズ（2005年） - 大学生D 役
- 劇場版 仮面ライダー電王 俺、誕生!（2007年） - 真田幸村 役
- ソラからジェシカ（2012年） - 主演・宮本毅 役
- 36.8℃ サンジュウロクドハチブ（2018年） - 陣内智則〈本人〉 役

### 声の出演
- シナモン the MOVIE（2007年） - チャウダー、パン生地おばけ、巨木おばけ、城おばけ、ニセチャウダー、巨大チャウダー 役
- ブラック・ジャック ふたりの黒い医者（2005年） - 陣内隊員 役[76]
- 劇場版犬夜叉 紅蓮の蓬莱島（2004年） - 斉天 役

### 舞台
- 奇跡のメロディ〜渡辺はま子物語〜（2010年） - 植木信吉 役
- THE WINDS OF GOD〜生きる勇気を伝えたい〜（2011年） - 袋金太 / 福本貴士少尉 役
- 吉本百年物語 大将と御寮ンさん・二人の夢（2012年） - 主演・吉本吉兵衛 役
- 田村亮一座 本公演『シンドロームで逢いましょう』（2013年）[77]

### CM
- ハドソン「桃太郎電鉄シリーズ」
  - 「桃太郎電鉄USA」「桃太郎電鉄G ゴールド・デッキを作れ!」「桃太郎電鉄15 五大ボンビー登場!の巻」「桃太郎電鉄16 北海道大移動の巻!」「桃太郎電鉄DS TOKYO&JAPAN」「桃太郎電鉄20周年」「CR桃太郎電鉄」
- なんばウォーク CMソング歌唱による出演
- ECCコンピュータ専門学校
- JA福井県経済連 福井米販売促進キャンペーン（2007年9月以降）
- タイガー魔法瓶「土鍋釜・黒」（「行列のできる法律相談所」とのコラボ企画）
- ジェムケリー - 2010年・2011年イメージキャラクター
- エスビー食品「濃いシチュー」（2012年） - ほっしゃん。と共演
- 任天堂「桃太郎電鉄2017 たちあがれ日本!!」
- コナミデジタルエンタテインメント「桃太郎電鉄 〜昭和 平成 令和も定番!〜」

テレビ以外
- NEC「VALUESTAR SR」店頭PRビデオ
- au - エバンジェリストとしてパンフレット等に
- トヨタ自動車 - 残価設定プラン ウェブCM

## 単独ライブ等
| 公演日                                      | ライブ名                                                    | 出演者                                                                       | 公演場所                                               |
| ------------------------------------------- | ----------------------------------------------------------- | ---------------------------------------------------------------------------- | ------------------------------------------------------ |
| 1998年7月 - 8月まで月二回                   | 夏の陣                                                      |                                                                              | ワッハ上方                                             |
| 1998年9月 - 10月まで月二回                  | 秋の陣                                                      | ライセンス、ランディーズなど                                                 | ワッハ上方                                             |
| 1998年11月 - 12月まで月二回                 | 冬の陣                                                      | 千原ジュニアなど                                                             | ワッハ上方                                             |
| 1999年3月9日                                | じんじんじん                                                |                                                                              | 心斎橋筋2丁目劇場                                      |
| 1999年6月25日                               | じんじんじん                                                | サバンナ、野性爆弾、満、次長課長、シャンプーハット、ライセンス、ランディーズ | ワッハ上方                                             |
| 1999年9月30日                               | ジンジンジン                                                |                                                                              | ワッハ上方                                             |
| 1999年11月13日                              | NETAJIN α                                                   | 木村祐一                                                                     | baseよしもと                                           |
| 2000年1月15日                               | ジンジンジン                                                |                                                                              |                                                        |
| 2000年2月                                   | ぢんぢんぢん                                                |                                                                              |                                                        |
| 2000年3月11日                               | 陣内智則のJIN JIN JIN                                       | ブラックマヨネーズ、ビッキーズ、次長課長、野性爆弾、石田靖                   | baseよしもと                                           |
| 2000年6月7日                                | 陣内智則VSハリガネロック                                    | ハリガネロック                                                               | baseよしもと                                           |
| 2000年6月20日                               | ハリガネロックVS陣内智則                                    | ハリガネロック                                                               | baseよしもと                                           |
| 2000年7月20日                               | NETAJIN OSAKA                                               | 中川家                                                                       | baseよしもと                                           |
| 2000年10月19日                              | JinJin Night                                                | ブラックマヨネーズ、チュートリアル、鉄拳                                     | baseよしもと                                           |
| 2000年12月21日                              | JinJin DX                                                   | ブラックマヨネーズ、次長課長、野性爆弾、フットボールアワー、レギュラー       | baseよしもと                                           |
| 2001年2月25日                               | JinJin World 〜ネタがいっぱい〜                             | 渡辺鐘                                                                       | baseよしもと                                           |
| 2001年3月25日                               | 春陣                                                        |                                                                              | baseよしもと                                           |
| 2001年4月27日                               | JinJin4                                                     | ブラックマヨネーズ、チュートリアル、嘉門達夫                                 | baseよしもと                                           |
| 2001年5月23日                               | JinJin5                                                     |                                                                              | baseよしもと                                           |
| 2001年6月21日                               | JinJin6                                                     | ブラックマヨネーズ、チュートリアル、ユリオカ超特Q、田上よしえ                | baseよしもと                                           |
| 2001年9月25日                               | JinJin9                                                     | ブラックマヨネーズ、チュートリアル、ビッキーズ                               | baseよしもと                                           |
| 2001年7月17日                               | ハリガネロックと陣内智則                                    | ハリガネロック                                                               | baseよしもと                                           |
| 2001年7月18日                               | 陣内智則とハリガネロック                                    | ハリガネロック                                                               | baseよしもと                                           |
| 2001年10月25日                              | 秋陣                                                        |                                                                              | baseよしもと                                           |
| 2001年11月27日                              | JINGI                                                       | ブラックマヨネーズ、チュートリアル、ビッキーズ、フットボールアワー           | baseよしもと                                           |
| 2002年                                      | JinJin Live                                                 | ブラックマヨネーズ、チュートリアル                                           | baseよしもと                                           |
| 2002年                                      | JinJin Live02                                               | ブラックマヨネーズ、チュートリアル                                           | baseよしもと                                           |
| 2002年1月25日                               | JinJin World                                                |                                                                              | baseよしもと                                           |
| 2002年2月27日                               | ジンナイズム                                                | ブラックマヨネーズ、チュートリアル、なすび                                   | baseよしもと                                           |
| 2002年3月31日                               | JinJin MAX                                                  | ブラックマヨネーズ、ビッキーズ、コージー冨田                                 | なんばグランド花月                                     |
| 2002年7月12日                               | JinJin Night                                                | アンジャッシュ                                                               | baseよしもと                                           |
| 2002年9月14日                               | JinJin Night                                                | シャカ                                                                       | baseよしもと                                           |
| 2002年11月30日                              | JinJin Night                                                | ハリガネロック                                                               | baseよしもと                                           |
| 2003年1月18日                               | JinJin Night                                                | ブラックマヨネーズ                                                           | baseよしもと                                           |
| 2003年3月13日                               | JinJin Night                                                | ブラックマヨネーズ、チュートリアル、マギー審司                               | baseよしもと                                           |
| 2003年6月5日                                | JinJin World                                                | ブラックマヨネーズ、チュートリアル、木村祐一                                 | ルミネtheよしもと                                      |
| 2003年6月25日                               | JinJin SPECIAL                                              | ブラックマヨネーズ、チュートリアル、ビッキーズ                               | baseよしもと                                           |
| 2004年6月11日                               | NETAJIN                                                     | 単独                                                                         | ルミネtheよしもと                                      |
| 2005年2月- 2007年12月まで月一回             | うめだプレミア 陣内智則&ブラマヨ吉田 うだうだうしゃべります | ブラックマヨネーズ吉田敬                                                     | うめだ花月                                             |
| 2006年11月11日                              | NETAJIN2                                                    | 単独                                                                         | ルミネtheよしもと                                      |
| 2009年10月17日、10月24日、10月31日、11月8日 | NETAJIN Live Tour 2009〜墜ちたら這い上がれ〜                | 単独                                                                         | テレピアホール 京橋花月 ルミネtheよしもと イムズホール |
| 2010年4月6日 - 8日                          | 吉本新喜劇 陣内智則座長公演「カワイイ僕らの大騒動!」        | 大山英雄、COWCOW、野性爆弾、山本吉貴、本田みずほ、星野里佳、サカイスト       | ルミネtheよしもと                                      |
| 2010年5月23日                               | 陣内智則presents JIN-X（ジンクス）                          | 2700、しずる、南国姉妹、銀シャリ、アンジャッシュ                             | ルミネtheよしもと                                      |

| 公演日   | ライブ名                      | 出演者                                                             | 公演場所          |
| -------- | ----------------------------- | ------------------------------------------------------------------ | ----------------- |
| （不明） | 千原ジュニアpresents 芸人定食 | 固定メンバー（千原ジュニア、ケンドーコバヤシ、サバンナ、野性爆弾） | ルミネtheよしもと |

## 作品

### DVD
- NETA JIN （2004年8月11日発売 YOSHIMOTO WORKS/R&C Japan）
- NETA JIN 2 （2007年2月28日発売）
- NETA JIN 3 （2010年3月3日発売）
- ☆桃の陣! 〜桃太郎電鉄20周年記念DVD〜（2008年4月23日発売）
- ジャイケルマクソン〜第1回ジャイケルフォトデミー賞〜 （2007年7月25日発売）
- ジャイケルマクソン ジャイケルトーク(109）祭り THE BEST （2008年7月23日発売）
- 吉本ギャグ100連発4 横丁へよ〜こちょ編（2006年3月29日発売）
- 吉本ギャグ100連発5 横丁へよ〜こちょ!編（2006年3月29日発売）
- 人志松本のすべらない話ザ・ゴールデン（2008年9月24日発売）
- ジュニア千原のすべらない話（2008年1月16日発売）
- コバヤシケンドーのすべらない話（2009年3月30日発売）
- 劇場版 仮面ライダー電王 俺、誕生!（2008年1月21日発売）
- シナモン the MOVIE（2008年7月4日発売）
- 週刊トラトラタイガース特別号2004 VOL.2 2004阪神タイガース 激闘の足跡!〜激闘!金本 激走!赤星 ありがとう八木〜（2004年11月25日発売）
- メンB（2005年2月23日発売）
- 漫才ファッションショー 漫服（2005年3月30日発売）
- うめだ花月2周年記念DVD 永久保存版（2005年12月7日発売）
- なるトモ!メッセンジャー黒田・陣内智則のちょっとエッチな（秘）いきもの大図鑑（2007年8月8日発売）
- にけつッ!!2（2009年9月8日発売）

### CD
- 「歌合戦 〜桃太郎電鉄20周年記念アルバム〜」（2008年3月26日発売）
  - 『それいけ!桃鉄 〜紅白バージョン〜』（作詞：さくまあきら、作編曲：池毅）

## 個人動画作品

### Youtube「陣内智則のネタジン」
陣内智則のYouTubeチャンネルに投稿されたネタ。
コント
| 公開日         | タイトル                                                                                 | 映像                        |
| -------------- | ---------------------------------------------------------------------------------------- | --------------------------- |
| 2020年2月22日  | 卒業式                                                                                   | 再撮                        |
| 2020年2月29日  | じん散歩                                                                                 | 再撮                        |
| 2020年3月4日   | 愛犬ジョン                                                                               | DVD「NETA JIN 2」           |
| 2020年3月7日   | ゾンビゲーム                                                                             | 再撮                        |
| 2020年3月11日  | オーちゃん                                                                               | DVD「NETA JIN」             |
| 2020年3月14日  | 飛び出す絵本                                                                             | 再撮                        |
| 2020年3月18日  | セミの1週間                                                                              | DVD「NETA JIN 3」           |
| 2020年3月21日  | バッティングセンター                                                                     | 再撮                        |
| 2020年3月25日  | ランク天国                                                                               | DVD「NETA JIN 3」           |
| 2020年3月28日  | 神授業                                                                                   | 再撮                        |
| 2020年4月1日   | 悩み相談                                                                                 | DVD「NETA JIN」             |
| 2020年4月4日   | 校歌                                                                                     | 再撮                        |
| 2020年4月11日  | 交換日記 - 交換日記 - 30年後の僕へ - 卒業アルバム                                        | 再撮                        |
| 2020年4月15日  | 飛行機                                                                                   | DVD「NETA JIN」             |
| 2020年4月18日  | ボウリング                                                                               | 再撮                        |
| 2020年4月25日  | 大人の脳トレ                                                                             | 再撮                        |
| 2020年5月2日   | ナイトミュージアム                                                                       | DVD「NETA JIN 3」           |
| 2020年5月9日   | 水晶玉                                                                                   | DVD「NETA JIN」             |
| 2020年5月16日  | 防犯カメラ                                                                               | DVD「NETA JIN 2」           |
| 2020年5月23日  | オーちゃん２ ペット禁止の巻                                                              | DVD「NETA JIN 2」           |
| 2020年5月30日  | ヒーローショー                                                                           | DVD「NETA JIN WORLD TOUR」  |
| 2020年6月6日   | ゲームセンター - フラッグフラッグ レボリューション - パワフル頭脳ゲーム - クレーンゲーム | DVD「NETA JIN」             |
| 2020年6月10日  | 地球戦士ジンダム                                                                         | DVD「NETA JIN 2」           |
| 2020年6月13日  | プロポーズ                                                                               | DVD「NETA JIN 2」           |
| 2020年6月20日  | 物売り屋さん                                                                             | DVD「NETA JIN WORLD TOUR」  |
| 2020年6月27日  | 彼女の部屋                                                                               | 再撮                        |
| 2020年7月4日   | テレビショッピング                                                                       | 再撮                        |
| 2020年7月11日  | 羊が一匹…                                                                                | 再撮                        |
| 2020年7月18日  | クッキングナビ                                                                           | 再撮                        |
| 2020年7月25日  | 絵日記                                                                                   | 再撮                        |
| 2020年8月1日   | 視力検査                                                                                 | 再撮                        |
| 2020年8月8日   | 英会話                                                                                   | 再撮                        |
| 2020年8月12日  | アンコール 〜グッズ販売で儲けようとするミュージシャン〜                                  | みんなで新ネタ考えよう第1弾 |
| 2020年8月15日  | ドラマ台本                                                                               | 再撮                        |
| 2020年8月22日  | 監視カメラ                                                                               | 再撮                        |
| 2020年8月29日  | 鼻歌検索                                                                                 | 再撮                        |
| 2020年9月5日   | ATM                                                                                      | 再撮                        |
| 2020年9月12日  | 運動会                                                                                   | 再撮                        |
| 2020年9月19日  | クイズタイムショッキング                                                                 | 再撮                        |
| 2020年9月23日  | 心電図                                                                                   | DVD「NETA JIN」             |
| 2020年9月26日  | 花火                                                                                     | 再撮                        |
| 2020年10月3日  | お茶の間留学                                                                             | 再撮                        |
| 2020年10月10日 | テトリス                                                                                 | 再撮                        |
| 2020年10月17日 | ニュース番組                                                                             | 再撮                        |
| 2020年10月24日 | 盗聴器                                                                                   | 再撮                        |
| 2020年10月31日 | ビデオレター                                                                             | 再撮                        |
| 2020年11月7日  | クイズミリオンネア                                                                       | 再撮                        |
| 2020年11月11日 | 魔法の本                                                                                 | 新ネタ（即興コント）        |
| 2020年11月14日 | プロジェクションマッピング                                                               | 再撮                        |
| 2020年11月21日 | 桃太郎電鉄 〜昭和 平成 令和も定番〜                                                      | 新ネタ（一部過去ネタ）      |
| 2020年11月28日 | 校内放送                                                                                 | 再撮                        |
| 2020年12月5日  | 心電図（2020バージョン）                                                                 | みんなで新ネタ考えよう第2弾 |
| 2020年12月19日 | 映画予告                                                                                 | 再撮                        |
| 2020年12月26日 | 韓国語講座                                                                               | DVD「NETA JIN WORLD TOUR」  |
| 2021年1月16日  | 証明写真                                                                                 | 再撮                        |
| 2021年1月23日  | 自動販売機                                                                               | 再撮                        |
| 2021年2月6日   | デアゴスティーニ 〜週刊ロビ〜                                                            | 再撮                        |
| 2021年2月13日  | 郵便局                                                                                   | 再撮                        |
| 2021年2月27日  | 運転シミュレーター                                                                       | 再撮                        |
| 2021年3月6日   | お部屋探し                                                                               | 再撮                        |
| 2021年3月20日  | カンニング                                                                               | 再撮                        |
| 2021年4月3日   | カーナビ                                                                                 | 再撮                        |
| 2021年4月17日  | AIスピーカー                                                                             | 再撮                        |
| 2021年5月1日   | 留学生トム                                                                               | 再撮                        |
| 2021年5月15日  | ダイイングメッセージ                                                                     | みんなで新ネタ考えよう第3弾 |
| 2021年5月29日  | 桃太郎電鉄パート2                                                                        | 新ネタ                      |
| 2021年6月12日  | VR                                                                                       | 新ネタ                      |
| 2021年6月26日  | 警備員                                                                                   | 再撮                        |
| 2021年7月10日  | 忘れ物センター                                                                           | 再撮                        |
| 2021年7月24日  | ペットショップ                                                                           | 再撮                        |
| 2021年8月21日  | 仕送り                                                                                   | みんなで新ネタ考えよう第4弾 |
| 2021年9月4日   | 回転寿司                                                                                 | 再撮                        |
| 2021年9月18日  | カラオケ                                                                                 | 再撮                        |
| 2021年10月2日  | アリバイくん                                                                             | 再撮                        |
| 2021年10月3日  | LINEスタンプ                                                                             | 新ネタ                      |
| 2021年10月23日 | FAX                                                                                      | みんなで新ネタ考えよう第5弾 |
| 2021年11月6日  | 聴診器                                                                                   | 再撮                        |
| 2021年12月24日 | サンタクロース                                                                           | みんなで新ネタ考えよう第6弾 |
| 2022年1月15日  | じんゴルフ                                                                               | 再撮                        |
| 2022年1月29日  | ぷよぷよ                                                                                 | 再撮                        |
| 2022年2月12日  | 健康体操                                                                                 | 再撮                        |
| 2022年3月12日  | プロフェッショナル〜お仕事の流儀〜                                                       | 再撮                        |
| 2022年4月20日  | 催眠術                                                                                   | みんなで新ネタ考えよう第7弾 |
| 2022年5月7日   | デアゴスティーニ 〜週刊フェラーリ編〜                                                    | 再撮                        |
| 2022年6月11日  | 桃太郎電鉄最終章                                                                         | 新ネタ                      |
| 2022年7月16日  | 癒し系動画                                                                               | 再撮                        |
| 2022年7月23日  | やまびこ                                                                                 | みんなで新ネタ考えよう第8弾 |
| 2022年8月20日  | 四八（陣）                                                                               | 新ネタ                      |
| 2022年9月10日  | デレステ                                                                                 | 新ネタ                      |
| 2022年10月8日  | 四八（陣）最終版                                                                         | 新ネタ                      |
| 2022年11月12日 | 恩返し                                                                                   | 再撮                        |
| 2022年12月10日 | ガラケー復旧                                                                             | 新ネタ                      |
| 2023年1月4日   | エレベーター                                                                             | 再撮                        |
| 2023年2月18日  | 音声ガイダンス                                                                           | 新ネタ                      |
| 2023年3月18日  | 映画予告 2023最新版                                                                      | 新ネタ                      |
| 2023年7月12日  | コンプライアンス動物園                                                                   | 新ネタ                      |
| 2023年7月29日  | セルフレジ                                                                               | 新ネタ                      |
| 2023年8月12日  | あなたの知らない日本の怖い話                                                             | 新ネタ                      |
| 2023年9月30日  | ライブ配信                                                                               | 新ネタ                      |
| 2024年3月9日   | 私はロボットではありません                                                               | 新ネタ                      |
| 2024年4月27日  | カラオケ最新版                                                                           | 新ネタ                      |
| 2024年6月2日   | 交通安全ビデオ                                                                           | 新ネタ                      |
| 2024年10月5日  | 飛行機 2024完全版                                                                        | 新ネタ                      |
| 2024年10月17日 | 交通安全ビデオ完全版                                                                     | 新ネタ                      |
| 2025年3月8日   | 美容院                                                                                   | 新ネタ                      |
| 2025年4月12日  | バッティングセンター令和版                                                               | 新ネタ                      |

### bilibili
陣内は2020年にbilibiliにアカウントを登録。投稿されたネタは以下の通り。
コント
| 公開日         | タイトル   | 映像                       |
| -------------- | ---------- | -------------------------- |
| 2020年11月12日 | 俄罗斯方块 | 再撮                       |
| 2020年11月19日 | 飞机       | DVD「NETA JIN」            |
| 2020年11月26日 | 丧尸游戏   | 再撮                       |
| 2020年12月3日  | 保龄球     | 再撮                       |
| 2020年12月10日 | 鹦酱       | DVD「NETA JIN」            |
| 2020年12月17日 | 监控摄像头 | DVD「NETA JIN 2」          |
| 2020年12月24日 | 电视购物   | 再撮                       |
| 2020年12月31日 | 棒球练习场 | 再撮                       |
| 2021年1月7日   | 爱犬John   | DVD「NETA JIN 2」          |
| 2021年1月14日  | 监控摄像机 | 再撮                       |
| 2021年1月21日  | 脑力锻炼   | 再撮                       |
| 2021年1月28日  | 游戏厅     | DVD「NETA JIN」            |
| 2021年2月6日   | 视力检查   | 再撮                       |
| 2021年2月13日  | 做饭指南   | 再撮                       |
| 2021年2月18日  | 立体绘本   | 再撮                       |
| 2021年2月25日  | 交换日记   | 再撮                       |
| 2021年3月4日   | ATM        | 再撮                       |
| 2021年3月11日  | 英语对话   | 再撮                       |
| 2021年3月18日  | 新闻节目   | 再撮                       |
| 2021年3月25日  | 证件照     | 再撮                       |
| 2021年4月1日   | 立体投影   | 再撮                       |
| 2021年4月15日  | 自动贩卖机 | 再撮                       |
| 2021年4月29日  | 阵内散步   | 再撮                       |
| 2021年5月6日   | 校园广播   | 再撮                       |
| 2021年5月13日  | 叫卖小贩   | DVD「NETA JIN WORLD TOUR」 |
| 2021年5月20日  | 视频短信   | 再撮                       |
| 2021年5月27日  | 排名天国   | DVD「NETA JIN 3」          |
| 2021年6月3日   | 运动会     | 再撮                       |
| 2021年6月17日  | 智能音响   | 再撮                       |
| 2021年7月8日   | 预告片     | 再撮                       |
| 2021年7月22日  | 心电图     | DVD「NETA JIN」            |
| 2021年8月26日  | 数羊       | 再撮                       |
| 2021年9月16日  | VR         | 新ネタ                     |
| 2021年10月7日  | 警卫员     | 再撮                       |